# Intelsat 2 F-1
Intelsat 2 F-1 – amerykański satelita telekomunikacyjny należący do firm Intelsat. Pierwszy satelita typu Intelsat 2, wyniesiony został na orbitę w październiku 1966 roku. Satelita nie dotarł na planowaną orbitę geostacjonarną z powodu zbyt krótkiego działania silnika rakietowego. Pomimo niewłaściwej orbity, wykorzystywany do transmisji sygnału telewizyjnego i łączności telefonicznej.

## Budowa i działanie
Firma Huges pierwsze doświadczenia w zakresie komunikacyjnych satelitów geostacjonarnych zdobyła budując pionierskie satelity serii Syncom, Syncom 1, 2 i 3, bazujące na platformie HS-301. Drugą generację satelitów, reprezentował Intelsat 1 zbudowany na platformie HS-303. Kolejny etap rozwoju statków tego typu reprezentowały satelity oparte na platformie HS-303A, na podstawie której powstały satelity Intelsat 2 . W porównaniu do poprzedników zwiększono ich masę, zewnętrzne wymiary, moc nadajników i ilość zabieranego na pokład paliwa. Powtórzono układ konstrukcyjny znany z wcześniejszych konstrukcji tj. cylindryczny kształt kadłuba, przez którego środek przechodził element konstrukcyjny w formie walca, na którego końcach z jednej strony znajdował się silnik rakietowy, a z drugiej główna antena radiowa. Antena połączona była z dwoma transponderami generującymi sygnał radiowy w paśmie 125 MHz . Pomiędzy ścianami cylindra a środkiem satelity znajdowały się baterie, elektronika i zapas paliwa niezbędny do utrzymania odpowiedniej pozycji na orbicie. Góra i dół satelity były zabezpieczone osłonami termicznymi. Boki były pokryte panelami ogniw słonecznych o łącznej mocy 85 W. Statek był stabilizowany obrotowo . 

## Misja

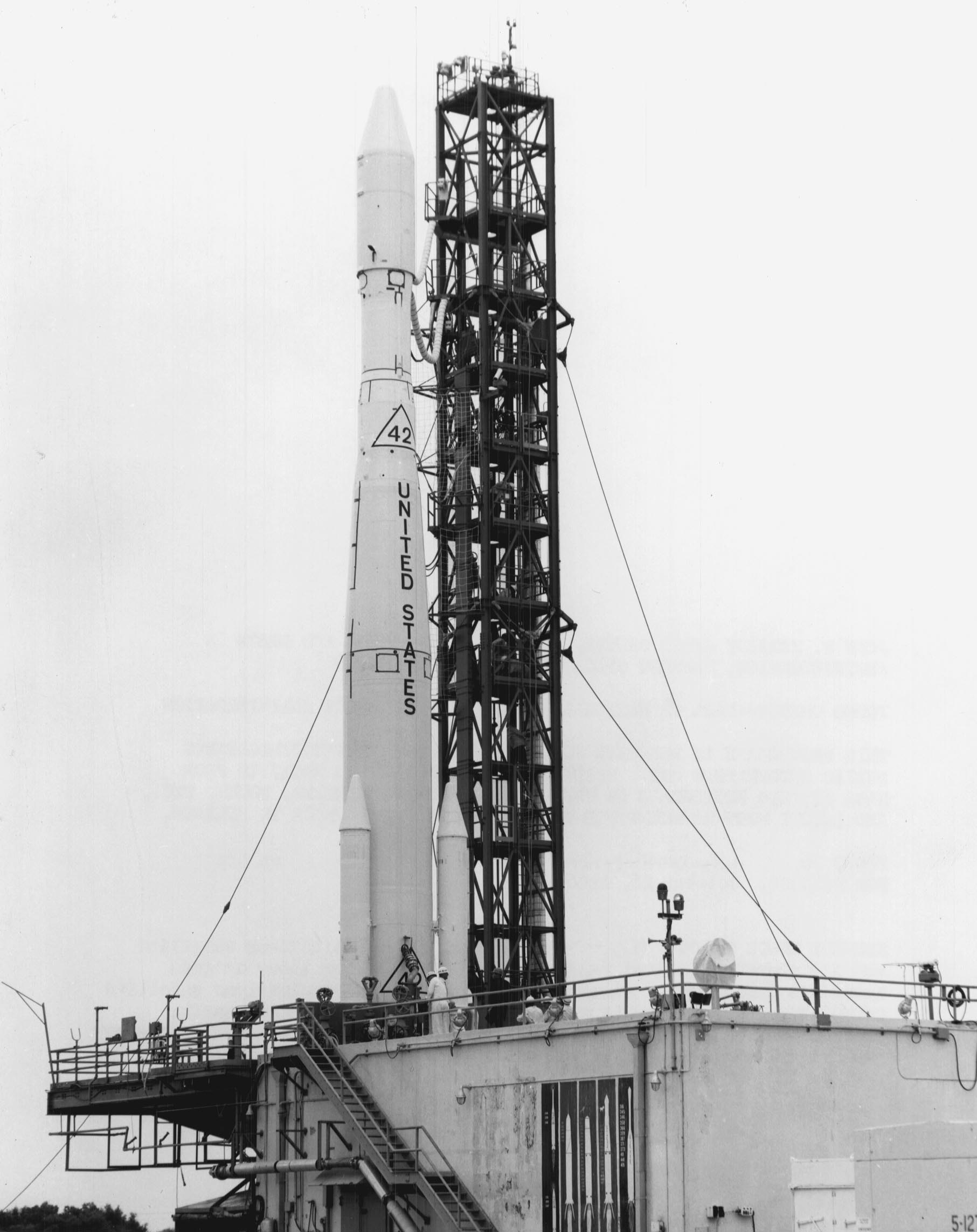
Rakieta Delta E1 z satelitą Intelsat 2 F-1 na stanowisku startowym.

Misja rozpoczęła się 26 października 1966 roku, kiedy rakieta Delta E1 wyniosła z kosmodromu Cape Canaveral Air Force Station na orbitę okołoziemską satelitę komunikacyjnego Intelsat 2 F-1. Po znalezieniu się na orbicie Intelsat 2 F-1 otrzymał oznaczenie COSPAR 1966-096A . Satelitę planowano umieścić na orbicie geostacjonarnej, gdzie miał zapewnić łączność państwom leżącym w rejonie Pacyfiku . Manewr planowano wykonać dzięki odpaleniu pokładowego silnika rakietowego na 16 sekund. Z powodu awarii, silnik włączył się jedynie na 4 sekundy, przez co satelita nie osiągnął planowanej orbity geostacjonarnej. Pomimo przebywania na niewłaściwej orbicie wykorzystywano go do transmisji telewizyjnych i telefonicznych .
Satelita pozostaje na orbicie, której parametry to 3242 km w perygeum i 37154 km w apogeum .